# Torre Val de San Pedro
Torre Val de San Pedro är en kommun i Spanien.   Den ligger i provinsen Provincia de Segovia och regionen Kastilien och Leon, i den centrala delen av landet, 70 km norr om huvudstaden Madrid. Antalet invånare är 203.